# Shakubuku
Lo Shakubuku è l'azione di condividere il Buddismo con gli altri, per metterli in grado di sperimentare i benefici della Legge mistica, e nel buddismo Nichiren, è la prima azione di rispetto nei confronti degli esseri umani. Consiste nel parlare agli altri di come la pratica buddista ha avuto degli effetti positivi nella propria vita. 
Il termine significa confutare ed ha origine nella notte dei tempi, quando le scuole buddiste usavano confrontarsi attraverso dibattiti, al fine di dimostrare la correttezza degli insegnamenti seguiti.
Tale pratica non è finalizzata al reclutamento ed alla promozione della religione buddista, al fine di aumentare il numero di aderenti al credo.
Non significa quindi 'tentare di convincere', bensì eventualmente 'dimostrare' la validità degli insegnamenti attraverso il dialogo e la propria esperienza di vita.
Shakubuku è un immenso rispetto per la persona che abbiamo davanti, che dovremmo considerare un Budda prezioso e insostituibile per l'umanità, non «uno che non ha capito nulla, adesso te lo spiego io che pratico il Buddismo come funziona la vita...».
È di questo rispetto che è permeato lo shakubuku, questo apprezzamento a priori per chi abbiamo davanti, per i suoi tesori nascosti, che a volte nemmeno lui sa di possedere.

## Nella Soka Gakkai
Consiste nello sforzo praticato dai fedeli della Soka Gakkai, di convincere della validità degli insegnamenti di Nichiren Daishonin e portarli ad abbracciare la fede nel buddismo di Nichiren.
Secondo quanto spiegano i fedeli italiani della Soka Gakkai Italia, la pratica di Shakubuku non consiste nel convincere sconosciuti per fare proselitismo, ma è una pratica di convincimento da utilizzare con interlocutori ben conosciuti, i quali vanno ascoltati per essere aiutati a superare i loro problemi, ed a loro vanno spiegati gli insegnamenti di Nichiren.
Un'altra versione, in base ad alcune critiche rivolte alla SGI (Soka Gakkai Internazionale), è quella del mero proselitismo in favore dell'ego di ciascun praticante. Più si riesce a imprimere una propria scelta nell'individuo che ti sta vicino, più meriti si ottengono dentro all'organizzazione. In realtà lo scopo supremo dell'organizzazione è in ogni caso quello di dare modo a più persone possibili - mediante lo Shakubuku di coloro che già praticano - di diventare individui felici, forti, indipendenti, in grado di decidere autonomamente, in grado di trasformare la propria oscurità fondamentale. Questo significa illuminarsi ad una vita gioiosa, vissuta con coraggio, in cui le sfide vengono affrontate con decisione e con forza, e vivendo tutte le situazioni, anche le più difficili, con gratitudine. 
Dal glossario de "Il Nuovo Rinascimento" (rivista ufficiale della Soka Gakkai Italia), Shakubuku significa: parlare agli altri del Buddismo di Nichiren Daishonin affinché possano sperimentare nella loro vita i benefici che derivano dalla pratica buddista. Metodo comunemente impiegato nell'Ultimo giorno della Legge fra le persone che hanno idee sbagliate riguardo al buddismo. Ovvero prima ancora era la pratica Shoju: propagare il buddismo guidando gradualmente altre persone agli insegnamenti buddisti senza confutare errati principi altrui.
Per quanto questa sia la descrizione ufficiale del termine Shakubuku, va notato che la Soka Gakkai è stata spesso oggetto di critiche, soprattutto nel periodo dal dopoguerra agli anni '70, per i suoi metodi di proselitismo "aggressivi".